# Joaquim Fernandes
Pour les articles homonymes, voir Fernandes.
Joaquim Fernandes da Silva est un footballeur portugais né le 28 mai 1926 à Lisbonne et mort le 25 février 2009. Il évoluait au poste de défenseur gauche.

## Biographie
Il passe la totalité de sa carrière à Benfica. Il en est une figure emblématique dans les années 1940 et 1950, vainqueur de la Coupe Latine en 1950, titulaire lors des victoires les plus importantes de l'histoire du club : 13-1 contre Sanjoanense et 13-1 contre l'Académico de Viseu mais aussi capitaine lors du 5-0 contre le FC Porto en finale de la coupe du Portugal en 1953.

## Carrière
- 1946-1954 :  Benfica Lisbonne[2]

## Palmarès
Avec le Benfica Lisbonne :
- Champion du Portugal en 1950
- Vainqueur de la Coupe du Portugal en 1949, 1951, 1952, 1953, 1957 et 1959
- Vainqueur de la Coupe Latine en 1950